# Fort Clark (North Dakota)
Fort Clark var en større handelsstation for byttehandel med indianere i North Dakota fra cirka 1829 til 1860.:545 

## Fortets betydning
Opført som en efterfølger for den kortlivede handelsstation Tilton’s Post bygget først i 1820erne lå fortet perfekt med under 200 meter hen til mandan-byen Mitutanka med over 60 jordhytter.:110 
Fortet var en af tre vigtige handelsstationer opført ved Missouri River af pelskompagniet Upper Missouri Outfit, populært omtalt som American Fur Company. (De to andre var Fort Pierre i South Dakota og Fort Union i North Dakota på kanten til Montana). Forterne fungerede både som handelsstationer og som hoved-depoter for mindre forter andre steder samt for handelsfolk, der aktivt opsøgte indianerne i deres lejre og byer.:61 

## Kort beskrivelse af Fort Clark
Fortets palisade omkring hovedbygningerne var cirka 35 x 45 meter med to bastioner og to porte. Ved den ene port stod fortets skindpresser.:62  Et bundt bisonskind bestod gerne af ti skind presset hårdt sammen for at spare plads:XXIV  under transporten i båd ned til pelskompagniets lagerhus i St. Louis.:234  En simpel begravelsesplads for uheldige ansatte lå 70 meter syd for fortet.:553 

## Kunderne i fortet og lukningen af det
De første år betjente fortet navnlig de lokale mandaner og hidatsaer, men også crower, yankton- og yanktonai-siouxer:545  samt nordlige lakotaer:555  kom for at bytte bisonhuder og skind til varer af europæisk fabrikat. Fra 1838 overtog arikaraerne rollen som fortets stamkunder, idet de flyttede ind i de tomme jordhytter i Mitutanka, efter at mandanerne var blevet hårdt ramt af en koppe-epidemi.:545 
Fort Clark blev opgivet som urentabelt i 1860 og forladt. Fortet brændte i 1861;:63  endda var der gammelt træ nok på pladsen til at floddampere på Missouri River lagde til land for at samle brænde fra resterne af fortet frem til 1865.:545 

## Værd at vide
Fort Clark og nogle af dets ansatte er udødeliggjort af George Catlin i ”North American Indians” og af Maximilian zu Wied i ”Travels in the Interior of America, 1832-1834”. Begge opholdt sig i fortet som gæster, mens de lærte, hvad de kunne, om mandan-stammen.
Francis A. Chardon bestyrede Fort Clark fra foråret 1834 til maj 1839 og nedskrev dag for dag, hvad der skete i og omkring fortet. Dagbogen er udgivet som ”Chardon’s Journal At Fort Clark, 1834-1839.”